# Rolf Sauerzapf
Rolf Sauerzapf (* 2. Mai 1937 in Stuttgart; † 1. Mai 2023 in Kassel) war ein deutscher evangelischer Pfarrer, Publizist, Militärseelsorger und von 1972 bis 1978 Pfarrer für den Bundesgrenzschutz im Raum Bonn und somit auch für die Spezialeinheit der deutschen Bundespolizei zur Bekämpfung von Terrorismus sowie Schwerst- und Gewaltkriminalität, der GSG 9. Sauerzapf war Vater von vier Kindern und lebte in Kassel.

## Leben
Rolf Sauerzapf war in jungen Jahren im Jungmännerwerk/CVJM aktiv. Nach dem Studium von Theologie und Geschichte in Tübingen, Berlin und Genf war er von 1965 bis 1972 Vikar und Pfarrer in Württemberg, zuletzt (1968 bis 1972) an der Kreuzkirche in Stuttgart. Ab dem Jahre 1969 war er Ehrenmitglied der Wingolfsverbindung Argentina zu Straßburg. Von 1972 bis 1978 war er als erster Pfarrer für den Bundesgrenzschutz ausschließlich für den Raum Bonn verantwortlich und war damit auch für die seelsorgliche Betreuung der GSG 9 zuständig. Er übernahm 1979 das Dekanat in Kassel. 1975 promovierte er an der Theologischen Fakultät der Universität Pretoria mit einer Arbeit, die die Anti-Apartheid-Politik des Ökumenischen Rats der Kirchen kritisch untersuchte. Der Ritter des Johanniterordens wurde 1984 von der württembergischen Kirche zum Kirchenrat ernannt. 2001 ging er in den Ruhestand. In seinem Wohnort Kassel hielt er sich zur St.-Michaelis-Gemeinde der SELK und übernahm dort von Zeit zu Zeit auch Predigtdienste.
Ab der Wende in Osteuropa engagierte sich Sauerzapf mit Reisen und Spenden für die evangelisch-lutherischen Kirchen in Rumänien, Polen, Russland und den ehemaligen Sowjetrepubliken. Er war von 2004 bis 2014 Erster Vorsitzender, danach stellvertretender Vorsitzender der Hilfsaktion Märtyrerkirche mit Sitz in Uhldingen (Bodenseekreis), die sich heute zunehmend bedrängten Christen in islamischen Ländern zuwendet, sowie stellvertretender Vorsitzender des Verwaltungsrats des Vereins für Deutsche Kulturbeziehungen im Ausland, früher u. a. „Verein für das Deutschtum im Ausland“.
Des Weiteren war er Mitglied im rechtsextremen „Hilfskomitee Südliches Afrika“ (HSA) sowie der „Paneuropa-Union“. Im Vereinsregister Coburg war Sauerzapf von 2003 bis 2011 als Vorsitzender des HSA eingetragen.
Sauerzapf galt als Vertreter des theologischen Konservatismus und hatte Verbindungen zu zahlreichen konservativen bis rechtskonservativen Organisationen. Er gehörte dem „Gemeindehilfsbund“ in Walsrode an, einer bundesweit tätigen Vereinigung, die Christen und Gemeinden unterstützt, die durch „nicht schriftgemäßes kirchliches Reden und Handeln angefochten sind“. Darüber hinaus war er publizistisch tätig. Er war Autor zahlreicher Veröffentlichungen in Zeitungen und Zeitschriften, u. a. in Diakrisis sowie idea-Dokumentation, und veröffentlichte je einen Artikel in konservativ heute (5/73), Paneuropa-Deutschland (3/78), Staatsbriefe (11/91) und Junge Freiheit (1/94) sowie am 28. Februar 2014 (10/14) zum 80. Geburtstag von Klaus Motschmann.
Er war außerdem Stiftungsratsmitglied der Förderstiftung Konservative Bildung und Forschung (FKBF), die zusammen mit der Jungen Freiheit den Gerhard-Löwenthal-Preis sowie den Baltasar-Gracián-Kulturpreis vergibt und die Bibliothek des Konservatismus in Berlin aufgebaut hat, betreibt und dort regelmäßig Veranstaltungen und Konferenzen organisiert. Sauerzapf war weiterhin Präsident (vormals 1. Vorsitzender) des Vereins Preußeninstitut e. V. / Zollernkreis. Am Sonntag, 15. September 2013 hielt er den Ökumenischen Gottesdienst bei der Jahrestagung des Studienzentrums Weikersheim. Anschließend sprach der damalige Präsident des Preußeninstitut e. V. / Zollernkreis Harald Seubert, der von 2011 bis 2016 auch Präsident des „Studienzentrums“ war, zum 100. Geburtstag des Gründers Hans Filbinger (1913–2007).

## Ehrungen
1987 wurde Sauerzapf als „Garant und Motor einer überzeugenden Bundesgrenzschutzseelsorge“ mit dem Bundesverdienstkreuz am Bande ausgezeichnet.

## Schriften (Auswahl)
- als Hrsg.: Aufrecht zwischen den Fronten. Dankesgabe für Karl Eduard Berron zum 75. Geburtstag. Bernhausen (Württ.) 1972.
- Die Säkularisierung der Genfer Ökumene. Diss. 1975
- mit Alexander Evertz: Die Kirche und ihre Konservativen. Sachsen bei Ansbach 1975.
- Die ethnischen Minderheiten als europäische und deutsche Herausforderung. Filderstadt 1976.
- Wo die deutsche Sprache in Europa am meisten bedroht ist. Filderstadt-Bernhausen 1986.
- als Hrsg.: Berufsethik heute: Leitlinien für d. Bundesgrenzschutz (BGS). Moers 1987, ISBN 3-87067-312-5
- Priestertum aller Gläubigen – geistliches Amt: Wie geht das zusammen? Nürtingen 1990.
- als Hrsg. mit Jürgen W. Schmidt: Ein Leben für Preußen. Festschrift zum 75. Geburtstag von Prof. Dr. Wolfgang Stribrny. Ludwigsfelde 2010.